# Board Trophy 1889
El Board Trophy de 1889 fue el primer torneo oficial de rugby disputado en Sudáfrica.
Fue el primer intento en crear una competición oficial por parte de la federación Sudafricana, intento que posteriormente desencadenaría en la creación en 1892 de la prestigiosa Currie Cup.

## Clasificación
| Pos. | Equipo           | Encuentros | Encuentros | Encuentros | Encuentros | Tantos | Tantos | Tantos | Puntos |
| Pos. | Equipo           | PJ         | PG         | PE         | PP         | F      | C      | Dif    | Puntos |
| ---- | ---------------- | ---------- | ---------- | ---------- | ---------- | ------ | ------ | ------ | ------ |
| 1.º  | Western Province | 3          | 2          | 0          | 1          | 13     | 9      | +4     | 4      |
| 2.º  | Griqualand West  | 3          | 2          | 0          | 1          | 11     | 11     | 0      | 4      |
| 3.º  | Eastern Province | 3          | 1          | 0          | 2          | 7      | 9      | -2     | 2      |
| 4.º  | Transvaal        | 3          | 1          | 0          | 2          | 12     | 14     | -2     | 2      |

## Campeón
| Campeón Western Province |
| Primer título            |